# Age of Wonders III
Age of Wonders III är ett turordningsbaserat strategispel från 2014, utvecklat av Triumph Studios. Spelet ingår i Age of Wonders-serien.